# Bolesław Surówka
Bolesław Surówka (ur. 21 stycznia 1905 w Rudkach k. Lwowa, zm. 29 września 1980 w Katowicach) – polski dziennikarz, recenzent teatralny, z wykształcenia prawnik.

## Życiorys
Urodził się w inteligenckiej rodzinie adwokata Karola Surówki i Emilii z Tustanowskich. Uczęszczał do gimnazjum oo. Jezuitów w Chyrowie. Ukończył studia prawnicze na Uniwersytecie Lwowskim, a także dziennikarskie i społeczno-polityczne, we francuskim Lille, gdzie uzyskał doktorat z nauk politycznych. W 1920 przybył razem z rodziną na Górny Śląsk, gdzie jego ojciec objął posadę w Syndykacie Polskich Hut Żelaznych, z siedzibą w Katowicach. Dzięki przyjaźni ojca z Wojciechem Korfantym, Bolesław Surówka rozpoczął pracę w czasopiśmie „Polonia”, w Katowicach. Pisał pod pseudonimem „Niejaki X”, prowadząc rubrykę felietonów pt. „Pod włos”. Podejmował w niej tematy trudne i drażliwe, ukazując śmieszności życia codziennego. Nie unikał również polemiki. W swej twórczości często krytykował wpływy niemczyzny na życie oraz tendencje separatystyczne.
Podczas II wojny światowej jako żołnierz 73. Pułku Piechoty brał udział w kampanii wrześniowej (był ranny w bitwie pod Tomaszowem Lubelskim), a następnie brał udział w konspiracji, pisząc w prasie podziemnej. Po zakończeniu walk zbrojnych, w lutym 1945 wrócił do Katowic, gdzie rozpoczął pracę w „Dzienniku Zachodnim”. Początkowo wznowił pisanie w rubryce „Pod włos” jako „Niejaki X”, z czasem jednak skoncentrował się na recenzowaniu życia teatralnego i kulturalnego, a także tematyce krajoznawczej. Opublikował m.in. cykl felietonów, opisujących walory Ziem Zachodnich oraz Opolszczyzny. Natomiast z jego recenzjami mieli liczyć się największy ludzie teatru, na czele z Gustawem Holoubkiem. Był poliglotą: władającym pięcioma językami, także łaciną i greką.
W 1980, na krótko przed śmiercią, opublikował wspomnienia z okresu międzywojennego pt. „Było minęło”. Został pochowany na katowickim cmentarz przy ul. Francuskiej.

## Ordery i odznaczenia
- Złoty Krzyż Zasługi (18 stycznia 1946)[2]

## Upamiętnienie
Po śmierci redakcja „Dziennika Zachodniego” ufundowała nagrodę im. Bolesława Surówki, przyznawaną młodym dziennikarzom za najlepszą recenzję teatralną.
Jego imię nosi również jedna z katowickich ulic w dzielnicy Kostuchna.